# Ostrog (vesting)

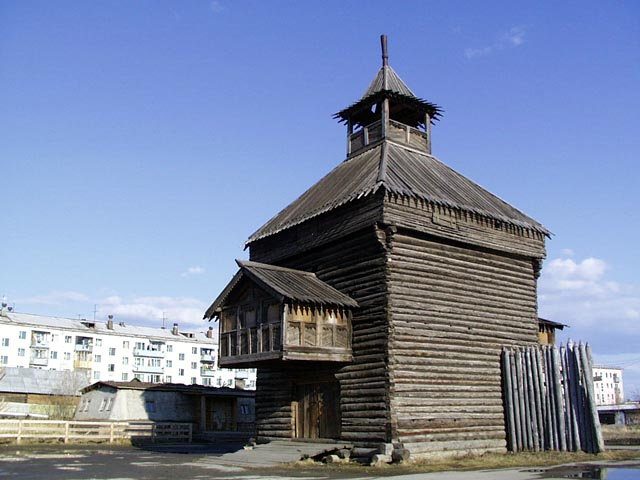
Toren van de in de 17e eeuw gebouwde ostrog van Jakoetsk. Afgebrand in 2002 en herbouwd in een van de straten van de stad.

Een ostrog (Russisch: острог), ostrozjek (острожек) of ostrozjets (острожец) is een met vier tot zes meter hoge palisadewanden omgeven nederzetting die in Rusland in de 16e en 17e eeuw werden gebouwd als bescherming tegen rondtrekkende nomaden.
Van de 14e tot de 17e eeuw werden ze ook gebouwd in het zuiden van Europees Rusland in grensgebieden. Rond 1700 begonnen ostrogen een belangrijke rol te spelen bij de Russische expansie naar Siberië als bescherming tegen aanvallen door de lokale Siberische bevolking. Uit ostrogen ontstonden vaak Siberische steden, zoals Anadyr, Berdsk, Jakoetsk, Jenisejsk, Novokoeznetsk, Krasnojarsk, Nertsjinsk en Tomsk.
In de 18e en 19e eeuw werden gevangenissen die omgeven werden door een muur aangeduid als ostrog.